# واگنر (بازیکن فوتبال، زاده ۱۹۵۰)
روبرتو واگنر شینوکا (پرتغالی: Vágner؛ زادهٔ ۲ مهٔ ۱۹۵۰) بازیکن فوتبال اهل برزیل بود.
از باشگاه‌هایی که در آن بازی کرده‌است می‌توان به باشگاه فوتبال کورینتیانس اشاره کرد.
وی همچنین در تیم ملی فوتبال برزیل بازی کرده‌است.